# Глухой велярный носовой согласный
Глухой велярный носовой согласный — согласный звук, используемый в качестве фонемы в различных языках по всей планете.

## Свойства
- Место образования: велярный
- Способ артикуляции: носовой
- Сонант, глухой
- Пульмонический согласный

## Транскрипция
В международном фонетическом алфавите используются всего лишь один символ, чтобы отображать этот звук: ŋ̊.

## Примеры
| Язык                | Слово           | МФА                  | Перевод               |
| ------------------- | --------------- | -------------------- | --------------------- |
| Бирманский          | ငှါး/nga:          | [ŋ̊á]                 | «одолжить»            |
| Центрально-юпикский | calisteńguciquq | [t͡ʃaˈlistəˈŋ̊ut͡ʃɪquq] | «он будет работником» |
| Фарерский           | onkur           | [ˈɔŋ̊kʰʊɹ]            | «кто-нибудь»          |
| Исландский          | banka           | [ˈpäu̯ŋ̊kä]            | «стучать»             |
| Па на               | [ma˧˩.ŋ̊ŋ̍˧˩˧]    | [ma˧˩.ŋ̊ŋ̍˧˩˧]         | «пиявка»              |
| Вашо                | dewŊétiʔ        | [dewˈŋ̊etiʔ]          | «склон холма»         |
| Валлийский          | fy nghot        | [və ŋ̊ɔt]             | «моё пальто»          |
| Шухи                | [ŋ̊ɑ˦mõ˦]        | [ŋ̊ɑ˦mõ˦]             | «верблюд»             |